# Sarah Ross
Sarah Maria Ross, auch Sarah M. Ross oder Roß (* 29. November 1977 in der Eifel), ist eine deutsche Musikethnologin. Seit 2015 ist sie Professorin für Jüdische Musikstudien am Europäischen Zentrum für Jüdische Musik (EZJM) der Hochschule für Musik, Theater und Medien in Hannover und dessen Leiterin.

## Leben und wissenschaftliche Arbeit
Sarah Ross studierte von 1997 bis 2001 Historische Musikwissenschaft, Europäische Ethnologie und Klassische Archäologie an der Christian-Albrechts-Universität zu Kiel. Ihr anschließendes Studium der Musikethnologie, Judaistik und Klassischen Archäologie an der Universität zu Köln schloss sie 2004 mit der Magisterarbeit Zum Gesang jüdischer Frauen im Kontext des Rosh Chodesh Rituals ab.
In den Jahren 2006 bis 2009 absolvierte sie als DFG-Stipendiatin ein Promotionsstudium am Graduiertenkolleg „Kulturkontakt und Wissenschaftsdiskurs“ der Hochschule für Musik und Theater (HMT) in Rostock und wurde im Februar 2010 mit der Dissertation Performing the Political in American Jewish-Feminist Music, einer Arbeit über jüdische Kantorinnen in den USA und ihre Musik, bei Hartmut Möller an der HMT und bei Ellen Koskoff an der Eastman School of Music in Rochester (New York) mit „summa cum laude“ zur Dr. phil. promoviert. Von Dezember 2009 bis September 2015 war sie als Postdoc und Assistentin am Institut für Musikwissenschaft der Universität Bern tätig. Parallel dazu konzipierte und leitete sie den Studiengang World Arts im Auftrag des Center for Cultural Studies (jetzt Center for Global Studies am Walter Benjamin Kolleg der Philosophisch-historischen Fakultät).

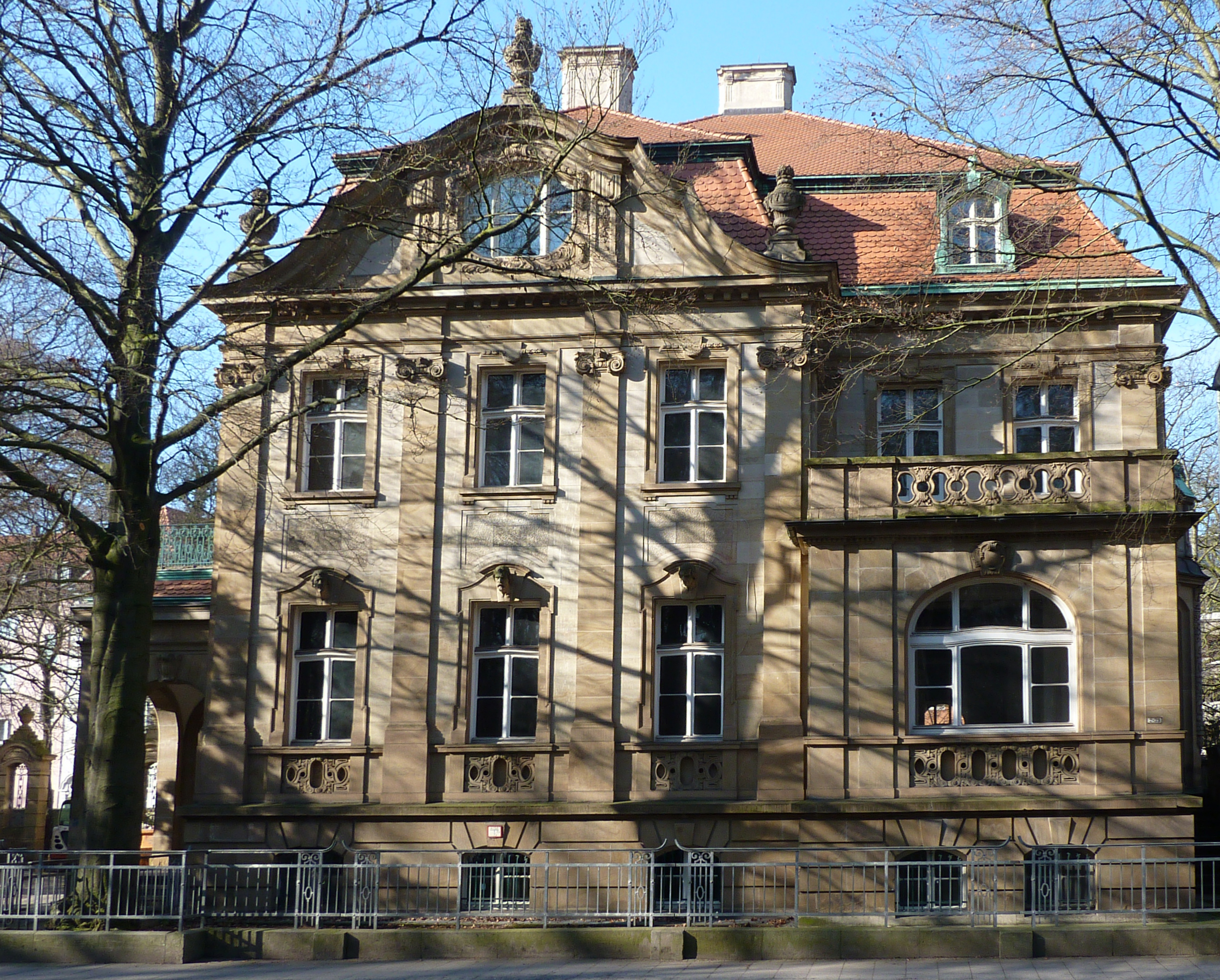
Die Villa Seligmann in Hannover, Sitz des EZJM

Mit ihrer Berufung als Professorin an die Hochschule für Musik, Theater und Medien Hannover im Oktober 2015 übernahm sie die Leitung des Europäischen Zentrums für Jüdische Musik, das sich seither durch eine von ihr initiierte Umstrukturierung als international agierendes Forschungszentrum etablieren konnte.
Ross ist Koordinatorin und Vorsitzende des Programmausschusses des DFG-Schwerpunktprogramms Jüdisches Kulturerbe (SPP 2357) sowie Autorin des Grundlagenwerkes Jüdisches Kulturerbe MUSIK – Divergenzen und Zeitlichkeit (2021). Ihre primären Forschungsfelder liegen in den Bereichen Jüdische Gegenwartsforschung, Musik und jüdisches Kulturerbe, kulturelle Nachhaltigkeit, Forschungs- und Wissenschaftspolitik sowie jüdisch-liturgische Musik in Deutschland heute.

## Veröffentlichungen (Auswahl)
- A Season of Singing. Creating Feminist Jewish Music in the United States. Brandeis University Press, Waltham 2016, ISBN 978-1-61168-959-4 (englisch).
- mit Gabriel Levy, Soham Al-Suadi (Hrsg.): Judaism and Emotion: Texts, Performance, Experience (= Studies in Judaism. Band 7). Peter Lang, New York 2013, ISBN 978-1-4539-1044-3 (englisch).
- mit Katrin Keßler, Alexander von Kienlin, Ulrich Knufinke (Hrsg.): Objekt und Schrift: Beiträge zur materiellen Kultur des Jüdischen (= Jüdisches Kulturerbe. Band 1). Technische Universität, Braunschweig 2016, ISBN 978-3-9802541-9-9.
- mit Britta Sweers (Hrsg.): Cultural Mapping and Musical Diversity. Equinox, Sheffield / Bristol 2020, ISBN 978-1-78179-758-7 (englisch).
- Jüdisches Kulturerbe MUSIK – Divergenzen und Zeitlichkeit. Überlegungen zu einer kulturellen Nachhaltigkeit aus Sicht der Jüdischen Musikstudien (= Jüdische Musikstudien । Jewish Music Studies. Band 2), Peter Lang, Bern 2021, ISBN 978-3-631-83022-2 (doi.org/10.3726/b17875).
- Jewish Life and Culture in Germany after 1945: Sacred Spaces, Objects and Musical Traditions. De Gruyter, Oldenburg 2022, ISBN 978-3-11-075071-3 (englisch, doi.org/10.1515/9783110750812).
- The Moralization of Jewish Heritage in Germany. Sustaining Jewish Life in the 21st Century, Lexington Books, Lanham, Maryland, 2024.
- Jewish Heritage in Light of Critical Heritage Studies. Interdiscplinary Approaches and Perspektives, De Gruyter, Berlin 2025 (in Vorbereitung).

## Auszeichnungen
- 2004: Hadassah-Brandeis-Institute Research Award, Brandeis University, Waltham (Massachusetts)[1]